# Leopold Weiß (Schriftsetzer)
Leopold Weiß (* 1840; † März 1923 in Wien) war ein österreichischer Schriftsetzer.
Er entwickelte im späten 19. Jahrhundert ein Logotypensystem, welches den Handsatz beschleunigen sollte. Er erreichte 1883 bei einem Wettsetzen in Wien 3500 Buchstaben in einer Stunde. In England bildete sich eine Gesellschaft, die mit seinem System arbeiten wollte. Weiß verbesserte sein System trotz Einführung der Setzmaschine weiter.